# Selin Türkmen
Selin Türkmen ist eine türkische Schauspielerin und Synchronsprecherin.

## Leben und Karriere
Türkmen studierte an der Universität des 9. September. Außerdem trat sie in den İstanbul Şehir Tiyatroları auf und spielte in verschiedene Bühnenstücken mit. Ihr Debüt gab sie in dem Theaterstück Kadınlar Savaş. Komedi. Unter anderem ist sie als Synchronsprecherin tätig und sprach in folgende Filme wie Die Schwester der Königin, Begrabt mein Herz am Wounded Knee, L’auberge espagnole – Wiedersehen in St. Petersburg, Living & Dying und Er steht einfach nicht auf Dich. Von 2022 bis 2023 spielte sie in der Fernsehserie Kızılcık Şerbeti die Hauptrolle.

## Theater
- Kadınlar. Savaş. Komedi
- Marat-Sade
- Hizmetçiler
- İstanbul Efendisi
- Yaşar Ne Yaşar Ne Yaşamaz
- Ufak Bir Hata
- Şark Dişçisi

## Sprechrollen (Auswahl)
- 2005: L’auberge espagnole – Wiedersehen in St. Petersburg (Martine)
- 2007: Begrabt mein Herz am Wounded Knee (Anna Paquin)
- 2007: Living & Dying (Nadia)
- 2008: Die Schwester der Königin (Anne Poleyn)
- 2009: Er steht einfach nicht auf Dich (Busy Philipps)

## Filmografie (Auswahl)
Serien
- 2003: Hekimoğlu
- 2022–2023: Kızılcık Şerbeti